# Lijst van hogeronderwijsinstellingen in Duitsland
Hieronder een lijst van de hogeronderwijsinstellingen in Duitsland. Bovenaan een overzicht van de twintig grootste universiteiten van het land, daarna een totaaloverzicht gesorteerd per deelstaat. Binnen de deelstaat zijn de instellingen alfabetisch gerangschikt op plaatsnaam.

## Grootste universiteiten van Duitsland
Hieronder volgt een lijst van de 20 grootste hogeronderwijsinstellingen van Duitsland, gemeten in 2013.
| Nr. | Naam van onderwijsinstelling                      | Aantal studenten |
| --- | ------------------------------------------------- | ---------------- |
| 1.  | Fernuniversität in Hagen                          | 76.827           |
| 2.  | Universiteit van Keulen                           | 50.499           |
| 3.  | Ludwig Maximilians-Universiteit                   | 50.499           |
| 4.  | Universiteit van Frankfurt                        | 42.112           |
| 5.  | Universiteit Hamburg                              | 40.475           |
| 6.  | Westfaalse Wilhelms-Universiteit                  | 40.048           |
| 7.  | Universität Duisburg-Essen                        | 39.369           |
| 8.  | Ruhr-Universität Bochum                           | 38.719           |
| 9.  | Rheinisch-Westfälische Technische Hochschule      | 37.959           |
| 10. | Johannes Gutenberg Universiteit                   | 37.039           |
| 11. | Technische Universiteit Dresden                   | 34.790           |
| 12. | Friedrich-Alexander-Universität Erlangen-Nürnberg | 34.077           |
| 13. | Vrije Universiteit Berlijn                        | 33.330           |
| 14. | Technische Universiteit München                   | 32.316           |
| 15. | Duale Hochschule Baden-Württemberg                | 31.240           |
| 16. | Technische Universiteit Berlijn                   | 31.111           |
| 17. | Rheinische Friedrich-Wilhelms-Universiteit        | 30.036           |
| 18. | Humboldtuniversiteit                              | 30.036           |
| 19. | Ruprecht-Karls-universiteit                       | 29.800           |
| 20. | Technische Universiteit Dortmund                  | 29.227           |

## Baden-Württemberg
- Hogeschool Aalen (Aalen)
- Hogeschool Albstadt-Sigmaringen (Albstadt)
- Hogeschool voor Bouwkunde en Economie Biberach (Biberach an der Riß)
- International University in Germany (Bruchsal)
- Hogeschool Esslingen (Esslingen am Neckar)
- Albert Ludwigs Universiteit (Freiburg im Breisgau)
- Evangelische Hogeschool Freiburg (Freiburg im Breisgau)
- Hochschule für Musik Freiburg (Freiburg im Breisgau)
- Katholieke Hogeschool Freiburg (Freiburg im Breisgau)
- Pedagogische Hogeschool Freiburg (Freiburg im Breisgau)
- Zeppelin University (Friedrichshafen)
- Hogeschool Furtwangen (Furtwangen im Schwarzwald)
- Hogeschool voor Economie en Milieu (Geislingen an der Steige)
- SRH Hogeschool Heidelberg (Heidelberg)
- Hogeschool voor Joodse Studies (Heidelberg)
- Pedagogische Hogeschool Heidelberg (Heidelberg)
- Ruprecht-Karls-universiteit (Heidelberg)
- Beroepsacademie Heidenheim (Heidenheim an der Brenz)
- Hogeschool Heilbronn (Heilbronn)
- Steinbeis Hogeschool Berlijn, locatie Heilbronn (Heilbronn)
- Natuurwetenschappelijk-Technische Academie Isny (Isny im Allgäu)
- Beroepsacademie Karlsruhe (Karlsruhe)
- Hogeschool Karlsruhe - Techniek en Economie (Karlsruhe)
- Staatliche Akademie der Bildenden Künste Karlsruhe
- Staatshogeschool voor Design Karlsruhe (Karlsruhe)
- Hochschule für Musik Karlsruhe (Karlsruhe)
- Pedagogische Hogeschool Karlsruhe (Karlsruhe)
- Universiteit Karlsruhe (Karlsruhe)
- Hogeschool Kehl (Kehl)
- Hogeschool Konstanz (Konstanz)
- Universiteit Konstanz (Konstanz)
- Wetenschappelijke Hogeschool Lahr (Lahr/Schwarzwald)
- Beroepsacademie Lörrach (Lörrach)
- Evangelische Hogeschool Reutlingen-Ludwigsburg (Ludwigsburg)
- Hogeschool Ludwigsburg (Ludwigsburg)
- Filmakademie Baden-Württemberg (Ludwigsburg)
- Pedagogische Hogeschool Ludwigsburg (Ludwigsburg)
- Beroepsacademie Mannheim (Mannheim)
- Bondslegeracademie Mannheim (Mannheim)
- Bondshogeschool voor Openbare Administratie (Mannheim)
- Vrije Hogeschool voor Antroposofische Pedagogiek (Mannheim)
- Hogeschool van het Bondsagentschap voor Arbeid (Mannheim)
- Staatshogeschool voor Muziek en Podiumkunsten (Mannheim)
- Hogeschool Mannheim (Mannheim)
- Popacademie Baden-Württemberg (Mannheim)
- Universiteit van Mannheim (Mannheim)
- Beroepsacademie Mossbach (Moßbach)
- Hogeschool voor Economie en Milieu Nürtingen-Geislingen (Nürtingen)
- Hogeschool voor Kunsttherapie Nürtingen (Nürtingen)
- Hogeschool Offenburg (Offenburg)
- Hogeschool Pforzheim (Pforzheim)
- Beroepsacademie Ravensburg (Ravensburg)
- Hogeschool Reutlingen (Reutlingen)
- Theologisch Seminarie Reutlingen (Reutlingen)
- Open Hogeschool Riedlingen (Riedlingen)
- Hogeschool voor Bosbouw Rottenburg (Rottenburg am Neckar)
- Hogeschool voor Kerkmuziek van het bisdom Rottenburg-Stuttgart (Rottenburg am Neckar)
- Hogeschool voor Administratie Schwäbisch Gmünd (Schwäbisch Gmünd)
- Pedagogische Hogeschool Schwäbisch Gmünd (Schwäbisch Gmünd)
- Hogeschool voor Design Schwäbisch Gmünd (Schwäbisch Gmünd)
- Hogeschool voor Recht Schwetzingen (Schwetzingen)
- Hogeschool Albstadt-Sigmaringen (Sigmaringen)
- AKAD Hogeschool, afdeling Stuttgart (Stuttgart)
- Beroepsacademie Stuttgart (Stuttgart)
- Vrije Hogeschool Stuttgart (Stuttgart)
- Hogeschool voor Media Stuttgart (Stuttgart)
- Hogeschool voor Techniek Stuttgart (Stuttgart)
- Merzacademie (Stuttgart)
- Staatliche Akademie der Bildenden Künste Stuttgart (Stuttgart)
- Staatliche Hochschule für Musik und Darstellende Kunst Stuttgart (Stuttgart)
- Stuttgart Institute of Management and Technology (Stuttgart)
- Universiteit Hohenheim (Stuttgart)
- Universiteit van Stuttgart (Stuttgart)
- Hogeschool voor Muziek Trossingen (Trossingen)
- Eberhard-Karls-Universiteit (Tübingen)
- Hogeschool Ulm (Ulm)
- Universiteit Ulm (Ulm)
- Beroepsacademie Villingen-Schwenningen (Villingen-Schwenningen)
- Hogeschool voor Politie (Villingen-Schwenningen)
- Gustav Siewerth Academie (Weilheim)
- Hogeschool Ravensburg-Weingarten (Weingarten)
- Pedagogische Hogeschool Weingarten (Weingarten)

## Beieren
- Hogeschool Amberg-Weiden (Amberg)
- Hogeschool Ansbach (Ansbach)
- Hogeschool Aschaffenburg (Aschaffenburg)
- Universiteit Augsburg (Augsburg)
- Hogeschool Augsburg (Augsburg)
- Hogeschool voor Muziek Neurenberg-Augsburg (Augsburg)
- Otto Friedrich Universiteit (Bamberg)
- Universiteit van Bayreuth (Bayreuth)
- Kerkelijke Hogeschool voor Evangelische Kerkmuziek (Bayreuth)
- Filosofisch-Theologische Hogeschool (Benediktbeuern)
- Hogeschool Coburg (Coburg)
- Hogeschool Slot Hohenfels (Coburg)
- FH Deggendorf (Deggendorf)
- Katholieke Universiteit Eichstätt-Ingolstadt (Eichstätt)
- Hogeschool voor Toegepast Management (Erding)
- Friedrich Alexander Universiteit (Erlangen)
- Hogeschool Weihenstephan (Freising)
- Hogeschool Hof (Hof)
- Hogeschool Ingolstadt (Ingolstadt)
- Katholieke Universiteit Eichstätt-Ingolstadt (Ingolstadt)
- Hogeschool Kempten (Kempten im Allgäu)
- Hogeschool Landshut (Landshut)
- Ludwig Maximilians-Universiteit (München)
- Technische Universiteit München (München)
- Oekraïense Vrije Universiteit München (München)
- Bundeswehruniversiteit München (München)
- Academie voor Beeldende Kunst München (München)
- Hogeschool voor Muziek en Theater München (München)
- Hogeschool voor Televisie en Film München (München)
- Hogeschool München (München)
- Munich Business School (München)
- Hogeschool voor Filosofie München (München)
- Katholieke Stichtingshogeschool München (München)
- Augustanahogeschool Neuendettelsau (Neuendettelsau)
- Friedrich-Alexander-Universität Erlangen-Nürnberg (Neurenberg)
- Academie voor Beeldende Kunst (Neurenberg)
- Hogeschool voor Muziek Neurenberg-Augsburg (Neurenberg)
- Georg Simon Ohm Hogeschool (Neurenberg)
- Evangelische Hogeschool Neurenberg (Neurenberg)
- Hogeschool Neu-Ulm (Neu-Ulm)
- Universiteit Passau (Passau)
- Universiteit Regensburg (Regensburg)
- Hogeschool Regensburg (Regensburg)
- Hogeschool voor Katholieke Kerkmuziek en Muziekpedagogiek (Regensburg)
- Hogeschool Rosenheim (Rosenheim)
- Hogeschool Döpfer voor Fysio- en Ergotherapie (Schwandorf)
- Hogeschool Würzburg-Schweinfurt (Schweinfurt)
- Hogeschool Amberg-Weiden (Weiden in der Oberpfalz)
- Julius Maximilians-Universiteit (Würzburg)
- Hochschule für Musik Würzburg (Würzburg)
- Hogeschool Würzburg-Schweinfurt (Würzburg)

## Berlijn
- Vrije Universiteit Berlijn (Berlijn)
- Humboldtuniversiteit (Berlijn)
- Technische Universiteit Berlijn (Berlijn)
- Universiteit van de Kunsten (Berlijn)
- Alice Salomon Hogeschool (Berlijn)
- Evangelische Hogeschool Berlijn (Berlijn)
- Hogeschool voor Techniek en Economie Berlijn (Berlijn)
- Hochschule für Wirtschaft und Recht (Berlijn)
- Hogeschool voor Economie Berlijn (Berlijn)
- Katholieke Hogeschool voor Sociale Wetenschap (Berlijn)
- Technische Hogeschool Berlijn (Berlijn)
- Duitse Film- en Televisieacademie (Berlijn)
- Hochschule für Musik „Hanns Eisler“ Berlijn (Berlijn)
- Ernst Busch Hogeschool voor Toneel (Berlijn)
- Kunsthogeschool Berlijn-Weißensee (Berlijn)
- Berlijnse Technische Kunsthogeschool (Berlijn)
- European College of Liberal Arts (Berlijn)
- ESCP Europe Europese Economiehogeschool (Berlijn)
- European School of Management and Technology (Berlijn)
- Hertie School of Governance (Berlijn)
- International Business School (Berlijn)
- Mediadesignhogeschool Berlijn (Berlijn)
- OTA Hogeschool (Berlijn)
- Steinbeis Hogeschool (Berlijn)
- Beroepsacademie Berlijn (Berlijn)

## Brandenburg
- Hogeschool Brandenburg (Brandenburg an der Havel)
- Brandenburgse Technische Universiteit (Cottbus)
- Hogeschool Lausitz (Cottbus)
- Hogeschool Eberswalde (Eberswalde)
- Europese Universiteit Viadrina (Frankfurt (Oder))
- Hogeschool voor Financiën (Königs Wusterhausen)
- Universiteit van Potsdam (Potsdam)
- Hogeschool Potsdam (Potsdam)
- University of Management and Communication Potsdam (Potsdam)
- Hogeschool voor Film en Televisie Potsdam (Potsdam)
- Hogeschool Lausitz (Senftenberg)
- Technische Hogeschool Wildau (Wildau)

## Bremen
- Universiteit Bremen (Bremen)
- Hogeschool Bremen (Bremen)
- Hogeschool voor de Kunsten Bremen (Bremen)
- Jacobs University Bremen (Bremen)
- Hogeschool Bremerhaven (Bremerhaven)

## Hamburg
- Europese Open Hogeschool Hamburg (Hamburg)
- Universiteit Hamburg (Hamburg)
- Technische Universiteit Hamburg-Harburg (Hamburg)
- HFH Hamburgse Open Hogeschool (Hamburg)
- Hogeschool voor Beeldende Kunst (Hamburg)
- Hochschule für Musik und Theater Hamburg (Hamburg)
- Hamburgse Universiteit voor Economie en Politiek (Hamburg)
- Hogeschool voor Openbare Administratie (Hamburg)
- Hogeschool Hamburg (Hamburg)
- Helmut Schmidt Universiteit (Hamburg)
- Kühne Logistics University (Hamburg)

## Hessen
- Hogeschool voor Wettelijke Ongevallenverzekering (Bad Hersfeld)
- Hogeschool Nordhessen (Bad Sooden-Allendorf)
- Technische Universiteit Darmstadt (Darmstadt)
- Evangelische Hogeschool Darmstadt (Darmstadt)
- Hogeschool Darmstadt (Darmstadt)
- Open Hogeschool Darmstadt (Darmstadt)
- Frankfurt School of Finance & Management (Frankfurt am Main)
- Universiteit van Frankfurt (Frankfurt am Main)
- Hochschule für Musik und Darstellende Kunst Frankfurt am Main (Frankfurt am Main)
- Städelschule (Frankfurt am Main)
- Hogeschool Frankfurt am Main (Frankfurt am Main)
- Provadis School of International Management and Technology (Frankfurt am Main)
- Technische Hochschule Mittelhessen (Friedberg)
- Hogeschool Fulda (Fulda)
- Theologische Faculteit Fulda (Fulda)
- Hochschule RheinMain (Giesenheim)
- Universiteit van Gießen (Gießen)
- Technische Hochschule Mittelhessen (Gießen)
- Europese Hogeschool Fresenius (Idstein)
- Universiteit Kassel (Kassel)
- Kassel International Management School (Kassel)
- Philipps-Universiteit Marburg (Marburg)
- Lutherse Theologische Hogeschool (Oberursel)
- European Business School (Oestrich-Winkel)
- Hogeschool voor Design (Offenbach am Main)
- Hochschule RheinMain (Rüsselsheim)
- StudiumPlus (Wetzlar)
- Hochschule RheinMain (Wiesbaden)

## Mecklenburg-Voor-Pommeren
- Ernst-Moritz-Arndt-Universität (Greifswald)
- Hogeschool voor Openbare Administratie, Recht en Politie (Güstrow)
- Baltic College Güstrow (Güstrow)
- Hogeschool Neubrandenburg (Neubrandenburg)
- Universiteit van Rostock (Rostock)
- Hogeschool voor Muziek en Theater Rostock (Rostock)
- Hogeschool van het Bondsagentschap voor Arbeid (Schwerin)
- Hogeschool Stralsund (Stralsund)
- Hogeschool Wismar (Wismar)

## Nedersaksen
- Technische Universiteit Braunschweig (Braunschweig)
- Hogeschool voor Beeldende Kunst Braunschweig (Braunschweig)
- Hogeschool Braunschweig/Wolfenbüttel (Braunschweig)
- Hogeschool Buxtehude (Buxtehude)
- Hogeschool voor de Economie Hannover (Celle)
- Technische Universiteit Clausthal (Clausthal-Zellerfeld)
- Hogeschool Oldenburg/Oost-Friesland/Wilhelmshaven (Emden)
- Georg-August-Universität Göttingen (Göttingen)
- Hogeschool voor Toegepaste Wetenschap en Kunst (Göttingen)
- Hogeschool van het Duitse Rode Kruis (Göttingen)
- Geneeskundige Hogeschool Hannover (Hannover)
- Gottfried Wilhelm Leibniz Universiteit (Hannover)
- Diergeneeskundige Hogeschool Hannover (Hannover)
- Hogeschool voor Muziek en Theater (Hannover)
- Hogeschool Hannover (Hannover)
- Hogeschool voor de Economie Hannover (Hannover)
- Evangelische Hogeschool Hannover (Hannover)
- Hogeschool voor Toegepaste Wetenschap en Kunst (Hildesheim)
- Nedersaksische Hogeschool voor Administratie en Recht (Hildesheim)
- Universiteit Hildesheim (Hildesheim)
- Hogeschool voor Toegepaste Wetenschap en Kunst (Holzminden)
- Universiteit Lüneburg (Lüneburg)
- Carl von Ossietzky Universiteit (Oldenburg)
- Hogeschool Oldenburg/Oost-Friesland/Wilhelmshaven (Oldenburg)
- Hogeschool Osnabrück (Osnabrück)
- Universiteit Osnabrück (Osnabrück)
- Nedersaksische Hogeschool voor Administratie en Recht (Rinteln)
- Hogeschool Braunschweig/Wolfenbüttel (Salzgitter)
- Hogeschool Vechta (Vechta)
- Hogeschool Oldenburg/Oost-Friesland/Wilhelmshaven (Wilhelmshaven)
- Hogeschool Braunschweig/Wolfenbüttel (Wolfenbüttel)
- Hogeschool Braunschweig/Wolfenbüttel (Wolfsburg)

## Noordrijn-Westfalen
- Rheinisch-Westfälische Technische Hochschule (Aken)
- Hogeschool Aken (Aken)
- Hogeschool voor Recht Noordrijn-Westfalen (Bad Münstereifel)
- Hogeschool Bielefeld (Bielefeld)
- Hogeschool der Diaconie (Bielefeld)
- Middenstandshogeschool (Bielefeld)
- Hogeschool voor Openbare Administratie (Bielefeld)
- Universiteit Bielefeld (Bielefeld)
- Evangelische Hogeschool Rijnland-Westfalen-Lippe (Bochum)
- Hogeschool Bochum (Bochum)
- Ruhr-Universität Bochum (Bochum)
- Toneelschool Bochum (Bochum)
- Technische Hogeschool Georg Agricola (Bochum)
- Folkwang Universität (Bochum)
- Rheinische Friedrich-Wilhelms-Universiteit (Bonn)
- Hochschule für Musik Detmold (Detmold)
- Hogeschool Dortmund (Dortmund)
- Universiteit Dortmund (Dortmund)
- Folkwang Universität (Dortmund)
- Hogeschool Düsseldorf (Düsseldorf)
- Heinrich Heine-Universiteit (Düsseldorf)
- Kunstacademie Düsseldorf (Düsseldorf)
- Robert-Schumann-Hochschule Düsseldorf (Düsseldorf)
- Universität Duisburg-Essen (Duisburg)
- Hogeschool voor Openbare Administratie (Duisburg)
- Folkwang Universität (Duisburg)
- Universität Duisburg-Essen (Essen)
- Folkwang Universität (Essen)
- Hogeschool voor Economie en Management Essen (Essen)
- Hogeschool Gelsenkirchen (Gelsenkirchen)
- Hogeschool voor Openbare Administratie (Gelsenkirchen)
- Fernuniversität in Hagen (Hagen)
- Hogeschool voor Openbare Administratie (Hagen)
- Hogeschool Bonn-Rijn-Sieg (Hennef)
- Hogeschool voor Kerkmuziek van de Evangelische Kerk Westfalen (Herford)
- Hogeschool Lippe en Höxter (Höxter)
- Hogeschool Zuidwestfalen (Iserlohn)
- Business and Information Technology School (Iserlohn)
- Universiteit van Keulen (Keulen)
- Hogeschool Keulen (Keulen)
- Hochschule für Musik und Tanz Keulen (Keulen)
- Europese Hogeschool Fresenius (Keulen)
- Rijnse Hogeschool Keulen (Keulen)
- Duitse Sporthogeschool Keulen (Keulen)
- Hogeschool voor Openbare Administratie (Keulen)
- Kunsthogeschool voor Media Keulen (Keulen)
- Hogeschool Nederrijn (Keulen)
- Hogeschool Lippe en Höxter (Lemgo)
- Hogeschool Minden (Minden)
- Westfaalse Wilhelms-Universiteit (Münster)
- Hogeschool Münster (Münster)
- Hogeschool voor Openbare Administratie (Münster)
- Katholieke Hogeschool Münster (Münster)
- Filosofisch-Theologische Hogeschool (Münster)
- Universiteit Paderborn (Paderborn)
- Hogeschool Bonn-Rijn-Sieg (Rheinbach)
- Hogeschool Bonn-Rijn-Sieg (Sankt Augustin)
- Universiteit Siegen (Siegen)
- Universiteit Witten/Herdecke (Witten)
- Bergische Universiteit Wuppertal (Wuppertal)

## Rijnland-Palts
- Hogeschool Bingen (Bingen am Rhein)
- Hogeschool Trier, locatie Birkenfeld (Birkenfeld)
- Hogeschool voor Financiën (Edenkoben)
- Hogeschool Koblenz, locatie Höhr-Grenzhausen (Höhr-Grenzhausen)
- Technische Universiteit Kaiserslautern (Kaiserslautern)
- Hogeschool Kaiserslautern (Kaiserslautern)
- Universiteit Koblenz-Landau (Koblenz)
- Hogeschool Koblenz (Koblenz)
- Universiteit Koblenz-Landau (Landau in der Pfalz)
- Hogeschool Ludwigshafen (Ludwigshafen am Rhein)
- Evangelische Hogeschool Ludwigshafen (Ludwigshafen am Rhein)
- Johannes Gutenberg Universiteit (Mainz)
- Katholieke Hogeschool Mainz (Mainz)
- Hogeschool voor Openbare Administratie (Mayen)
- Hogeschool Kaiserslautern, locatie Pirmasens (Pirmasens)
- Duitse Hogeschool voor Administratiewetenschappen Speyer (Speyer)
- Universiteit Trier (Trier)
- Hogeschool Trier (Trier)
- WHU - Otto Beisheim School of Management (Vallendar)
- Hogeschool Worms (Worms)
- Hogeschool Kaiserslautern, locatie Zweibrücken (Zweibrücken)

## Saarland
- Universiteit van Saarland (Saarbrücken)
- Duits-Frans Hogeschoolinstituut (Saarbrücken)
- Hogeschool voor Beeldende Kunst Saar (Saarbrücken)
- Hogeschool voor Muziek Saar (Saarbrücken)
- Hogeschool voor Techniek en Economie van Saarland (Saarbrücken)
- Hogeschool voor Administratie (Saarbrücken)
- Academie van de Saareconomie (Sankt Ingbert)

## Saksen
- Technische Universiteit Chemnitz (Chemnitz)
- Technische Universiteit Dresden (Dresden)
- Hogeschool voor Beeldende Kunst (Dresden)
- Pallucaschool (Dresden)
- Hogeschool voor Muziek (Dresden)
- Hogeschool voor Techniek en Economie (Dresden)
- Hogeschool voor Kerkmuziek (Dresden)
- Evangelische Hogeschool voor Maatschappelijk Werk (FH) (Dresden)
- Technische Universiteit Mijnbouwacademie (Freiberg)
- Hogeschool Zittau/Görlitz (Görlitz)
- Hogeschool voor Kerkmuziek van de Evangelische Kerk van het Silezische Opper-Lausitz (Görlitz)
- Universiteit Leipzig (Leipzig)
- Handelshogeschool Leipzig (Leipzig)
- Hogeschool voor Graveer- en Boekdrukkunst (Leipzig)
- Felix Mendelssohnschool voor Muziek en Theater Leipzig (Leipzig)
- Hogeschool voor Techniek, Economie en Cultuur (Leipzig)
- Hogeschool van de Deutsche Telekom (Leipzig)
- AKAD Hogeschool, afdeling Leipzig (Leipzig)
- Hogeschool van de Saksische Administratie (Meißen)
- Hogeschool Mittweida (FH) (Mittweida)
- Evangelische Hogeschool voor Religieuze Pedagogiek en Gemeentediaconie (Moritzburg)
- Vogtlandse Hogeschool (Plauen)
- Hogeschool voor Politie (Rothenburg)
- Internationaal Hogeschoolinstituut Zittau (Zittau)
- Hogeschool Zittau/Görlitz (Zittau)
- Westsaksische Hogeschool Zwickau (FH) (Zwickau)

## Saksen-Anhalt
- Hogeschool Anhalt (Bernburg)
- Hogeschool Anhalt (Dessau)
- Hogeschool Harz (Halberstadt)
- Maarten Luther-Universiteit (Halle)
- Kasteel Giebichenstein Hogeschool voor Kunst en Design (Halle)
- Hogeschool Anhalt (Köthen)
- Otto von Guericke Universiteit (Maagdenburg)
- Hogeschool Maagdenburg-Stendal (FH) (Maagdenburg)
- Hogeschool Merseburg (FH) (Merseburg)
- Theologische Hogeschool Friedensau (Möckern)
- Hogeschool Maagdenburg-Stendal (FH) (Stendal)
- Hogeschool Harz (Wernigerode)
- Maarten Luther-Universiteit (Wittenberg)

## Sleeswijk-Holstein
- Hogeschool voor Administratie en Dienstverlening (Altenholz)
- Hogeschool NORDAKADEMIE (Elmshorn)
- Universiteit Flensburg (Flensburg)
- Hogeschool Flensburg (Flensburg)
- Hogeschool Westküste (Heide)
- Hogeschool Kiel (Kiel)
- Christian Albrechts Universiteit (Kiel)
- Muthesius Kunsthogeschool (Kiel)
- Multimedia Campus Kiel (Kiel)
- Hogeschool Lübeck (Lübeck)
- Universiteit Lübeck (Lübeck)
- Muziekhogeschool Lübeck (Lübeck)
- Hogeschool Wedel (Wedel)

## Thüringen
- Universiteit van Erfurt (Erfurt)
- Hogeschool Erfurt (Erfurt)
- Friedrich-Schiller-Universität Jena (Jena)
- Hogeschool Jena (Jena)
- Technische Universiteit Ilmenau (Ilmenau)
- Hogeschool Nordhausen (Nordhausen)
- Hogeschool Schmalkalden (Schmalkalden)
- Bauhaus-Universiteit Weimar (Weimar)
- Hogeschool voor Muziek Weimar (Weimar)